# Swiftteleskopet
Swift Gamma-Ray Burst Mission (Swift) eller Explorer 84, är ett rymdteleskop som sköts upp i kretslopp den 20 november 2004, kl. 17:16:00 UTC med en Delta II 7320-10C raket. Missionen leds av Principal Investigator dr. Neil Gehrels, NASA Goddard Space Flight Center. Missionen utvecklades i ett gemensamt partnerskap mellan Goddard och ett internationellt konsortium bestående av USA, Storbritannien och Italien. Missionen är en del av NASA:s Medium Explorer Program (MIDEX). Missionen styrs från Pennsylvania State University.
Swift arbetar i flera våglängder och är ett rymdteleskop dedikerat för utforskning av gammablixtar (GRB). Två av uppdragets mål är att fastställa vad som orsakar gammablixtarna, samt att ge ökad kunskap om det unga universum, eftersom blixtarna tycks komma från avstånd på miljontals eller miljarder ljusår bort, och därmed från det unga kosmos. I oktober 2013 hade Swift upptäckt mer än 800 blixtar. Den 29 april 2009 detekterades den hittills mest avlägsna blixten, 13,14 miljarder ljusår avlägsen vilket innebär att den kom från en tid bara 520 miljoner år från Big Bang. Den 27 oktober 2015 upptäckte Swift sin tusende gammablixt.

## Instrument

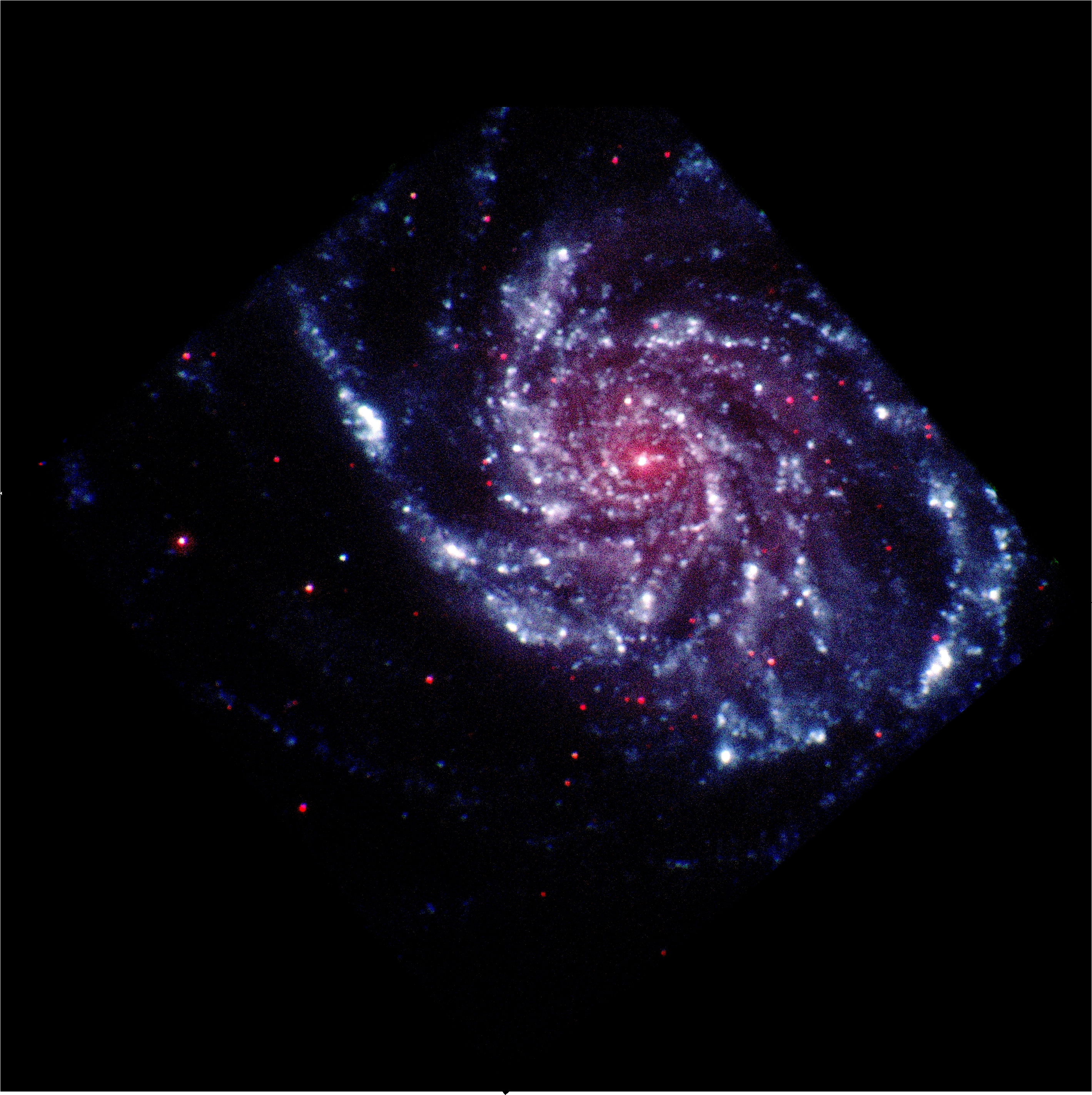
Bild av Vindsnurregalaxen tagen av Swifts ultravioletta/optiska teleskop.

Swifts tre instrument arbetar tillsammans för att observera gammablixtar och deras efterglöd i gamma-, röntgen-, ultravioletta och de synliga elektromagnetiska våglängdsbanden:
- Detektorteleskop (BAT) som registrerar blixtar och inom 15 sekunder beräknar deras koordinater på himlen.
- Röntgenteleskop (XRT) som kan ta bilder och utföra spektroskopi på blixtarnas efterglöd.
- Ultraviolett/optiskt teleskop (UVOT)